# Židovský hřbitov v Novém Strašecí
Židovský hřbitov v Novém Strašecí tvořily historicky vlastně hřbitovy dva. Židovské osídlení v Novém Strašecí je doloženo od počátku 17. století. Byl tu malý sídelní okrsek tvořený dvěma uličkami malých domků,

## Historie

### Starý hřbitov
Původní hřbitov byl založen v polovině 17. století (snad v roce 1650) se nacházel téměř v centru města v blízkosti synagogy, asi 100 metrů od Komenského náměstí. Měl rozlohu 545 m2. a jeho plocha byla vymezena zadními trakty domů v dnešní Havlíčkově ulici a Náměstí 5. května. Vchod byl od západu z dodnes dochované úzké uličky z Náměstí 5. května.
Hřbitov byl užíván do založení nového hřbitova v polovině 19. století. V roce 1952 byl zlikvidován, a přestěhován na jižní okraj města (u cesty směrem na Pecínov), náhrobky byly odvezeny a jeho plocha byla přeměněna na zahrady a dvorky. Za jedinou dochovanou připomínku je považována kamenná zeď na západní straně výše uvedené bezejmenné uličky, sloužící dnes jako zídka dvorků a zahrádek vzniklých na ploše bývalého hřbitova.

### Nový hřbitov
Nový židovský hřbitov byl založen na jižním okraji města za obecním hřbitovem křesťanským kolem roku 1835 a měl rozlohu 1986 m2. Dnes je na prostoru 1378 m2 dochováno 239 náhrobků.
Židovská komunita v Novém Strašecí přestala existovat v roce 1940.